# بوشيني شمالي
بوشيني شمالي (الاسم العلمي: Puccinia borealis) هو نوع من الفطريات يتبع جنس البوشيني من فصيلة البوشينية.